# Lasioglossum luteipes
Lasioglossum luteipes är en biart som först beskrevs av Heinrich Friese 1909.  Lasioglossum luteipes ingår i släktet smalbin, och familjen vägbin. Inga underarter finns listade i Catalogue of Life.

## Bildgalleri

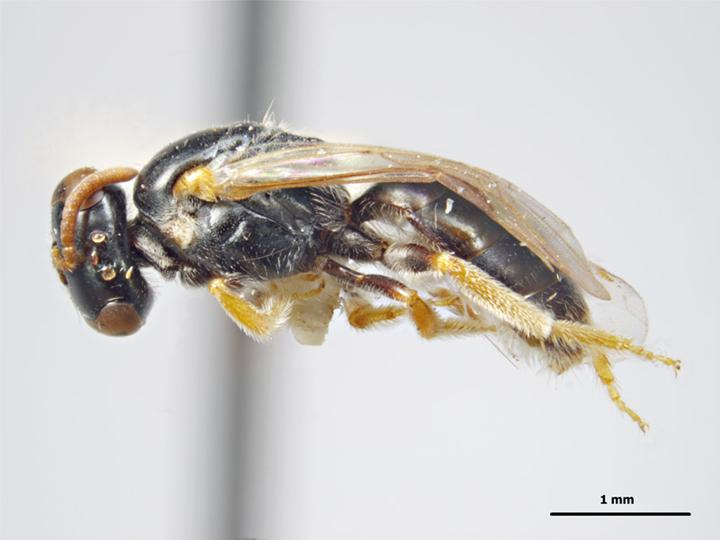
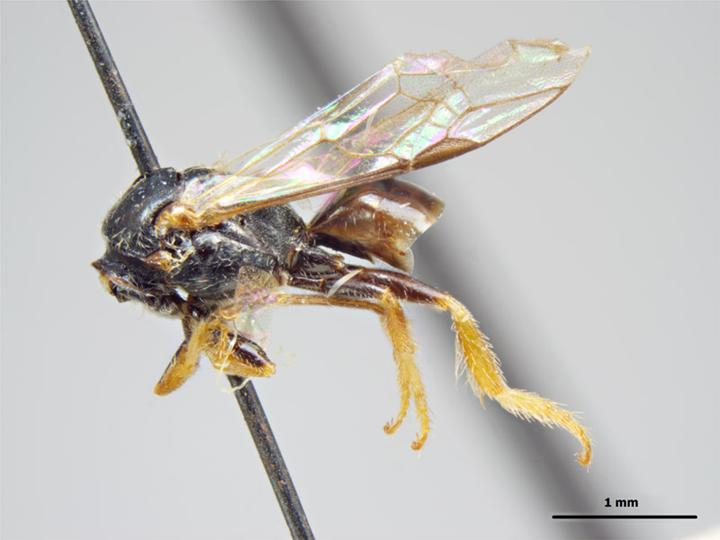